# Век српског филма
Век српског филма је документарна телевизијска серија снимљена и емитована у оквиру Образовно-научног програма Општеобразовне редакције Радио-телевизије Србије. Сценарио серије потписао је Божидар Зечевић, а режију Жарко Драгојевић.

## О серији
Истакнути српски филмолог Божидар Зечевић води нас кроз историју домаћег филма, од пионирских кинематографских подухвата па надаље. У трећој епизоди серије своју телевизијску премијеру забележили су кадрови првог српског играног филма „Карађорђе”.

## Списак епизода
| Епизода                            | Трајање | Прво приказивање |
| ---------------------------------- | ------- | ---------------- |
| 1. Почеци кинематографије у Србији | 28 мин. | 2003.            |
| 2. Крунисање                       | 31 мин. | 2003.            |
| 3. Карађорђе                       | 28 мин. | 2003.            |
| 4. Кинематограф није само забава   | 27 мин. | 2004.            |
| 5. Јубиларне свечаности 1910.      | 26 мин. | 2004.            |
| 6. Балкански ратови                | 28 мин. | 2004.            |
| 7. Пионири филма у Војводини       | 24 мин. | 2005.            |
| 8. Уочи Великог рата               | 24 мин. | 2005.            |
| 9. Сарајевски атентат              | 26 мин. | 2005.            |